# Gare de Thouaré
La gare de Thouaré est une gare ferroviaire française de la ligne de Tours à Saint-Nazaire, située sur le territoire de la commune de Thouaré-sur-Loire, dans le département de la Loire-Atlantique, en région Pays de la Loire.
C'est une halte ferroviaire de la Société nationale des chemins de fer français (SNCF), desservie par des trains express régionaux TER Pays de la Loire.

## Situation ferroviaire
Établie à 10 mètres d'altitude, la gare de Thouaré est située au point kilométrique (PK) 420,885 de la ligne de Tours à Saint-Nazaire, entre les gares ouvertes de Mauves-sur-Loire et de Nantes. Elle est séparée de cette dernière par la gare aujourd'hui fermée de Sainte-Luce.

## Service des voyageurs

### Accueil
Halte SNCF, c'est un point d'arrêt non géré (PANG) à accès libre.

### Desserte
Thouaré est desservie par des trains TER Pays de la Loire omnibus circulant entre Nantes et Ancenis du lundi au vendredi et entre Nantes et Angers-Saint-Laud les samedis et dimanches.

### Intermodalité
Un parc pour les vélos et un parking pour les véhicules y sont aménagés. Une correspondance est possible avec la ligne chronobus C7, ainsi que les lignes de bus 67 et 77 du réseau des bus de Nantes.

## Patrimoine ferroviaire
Le bâtiment voyageurs est identique à celui de la gare de Varades - Saint-Florent-le-Vieil. Il est désormais désaffecté.